# Предраг Пажин
Предраг Пажин (на сръбски: Предраг Пажин или Predrag Pažin) е натурализиран български футболист от сръбски произход, роден на 14 март 1973 г. в Невесине, Босна и Херцеговина.

## Кариера
Кариерата му започва през 1991 г. за ФК Сутиеска Никшич. В България играе за Левски (София) и Спартак (Плевен). Играл е също за националния отбор по футбол на България в периода 2000 – 2004 г. Участник на Евро 2004. Окончателно приключва с кариерата си на футболист през 2010 г. Мениджър във фирма San Marco BG и се занимава с внос и дистрибуция на бои, декоративни мазилки, топлоизолационни системи и строителни материали. През 2009 г. основава клуб по минифутбол San Maro BG.